# Aukštaitija nationalpark
Aukštaitija nationalpark (litauiska: Aukštaitijos nacionalinis parkas) är en av Litauens fem nationalparker och inrättades 1974. Den är landets äldsta och till ytan näst största, efter Dzūkija nationalpark.

## Historik
Området har en historia av naturskydd som sträcker sig tillbaka till 1960, då Ignalina landskapsreservat och Ažvinčiaiskogens botanisk-zoologiska reservat inrättades. Dessa två kom att utgöra stommen i den nationalpark som inrättades den 29 mars 1974 med namnet Litauiska SSR:s nationalpark. Syftet med nationalparken är att skydda och konservera regionens både naturliga och kulturella miljöer. Det nuvarande namnet, Aukštaitija nationalpark, antogs efter att Litauen åter blivit självständig stat. Parkförvaltningen har sedan 2010 sitt säte i byn Palūšė i distriktet Ignalina.

## Geografi

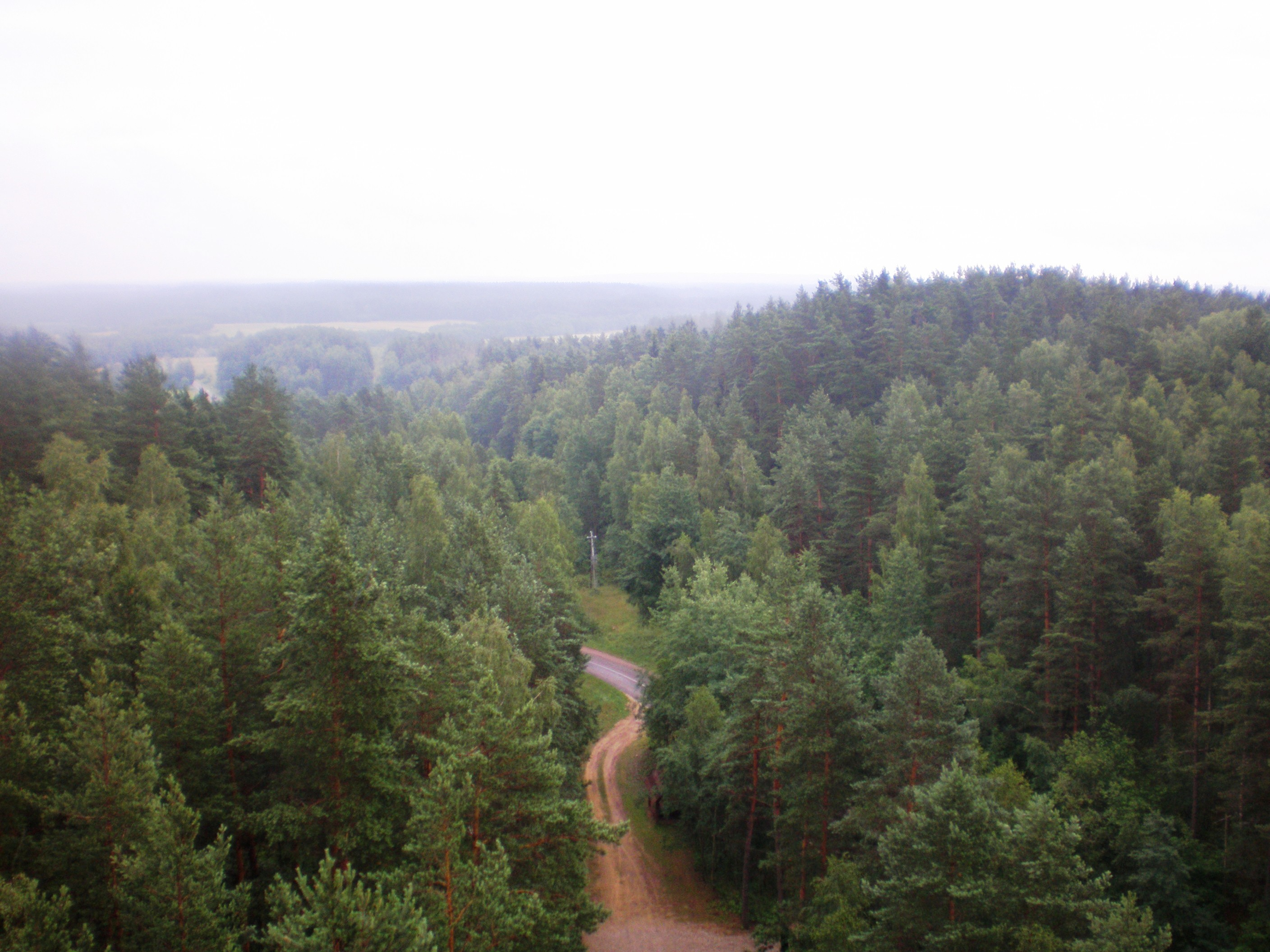
Den kuperade terrängen täcks till stor del av barrskog.

Aukštaitija nationalpark ligger i landets östra del, cirka 100 km norr om huvudstaden Vilnius och 170 km nordost om Kaunas. Den sträcker sig över distrikten Ignalina, Utena och Švenčionys och täcker en yta på 4 050 ha. Landskapet är kuperat, med en genomsnittlig höjd på 120 m ö.h. 15% av parkens yta täcks av vatten i form av insjöar, floder och kanaler. Här finns Litauens djupaste insjö, Tauragnas, med största djup på 60,5 m. Floden Žeimena förbinder området med Östersjön.

## Växt- och djurliv
I Aukštaitija nationalpark förekommer 59% av Litauens alla inhemska växtarter. 70% av parkens yta täcks av skog, huvudsakligen tallskog. Floran omfattar över 800 arter av kärlväxter, varav 60 är rödlistade. Några av dessa som är särskilt sällsynta i Litauen är skogsfru, notblomster och dvärgbjörk. Även svampfloran är artrik, med 633 noterade arter.
Parkens djurliv är rikt med flera sällsynta och skyddade arter. Bland insekterna märks 650 skalbaggearter, över 40 trollsländearter och flera biarter, däribland rallarbiet som inte förekommer på något annat ställe i Litauen. I sjöarna har man påträffat 35 fiskarter. Antalet iakttagna fågelarter uppgår till 209, varav 151 häckar här. Bland däggdjuren finns ungefär 50 arter, varav europeisk bäver och fälthare är förhållandevis vanliga. Till de mer sällsynta däggdjursarterna hör buskmus, som observerades första gången i Litauen 1969. Vargpopulationen i parken utgörs av 8–10 individer och år 1991 hittade man spår av brunbjörn.

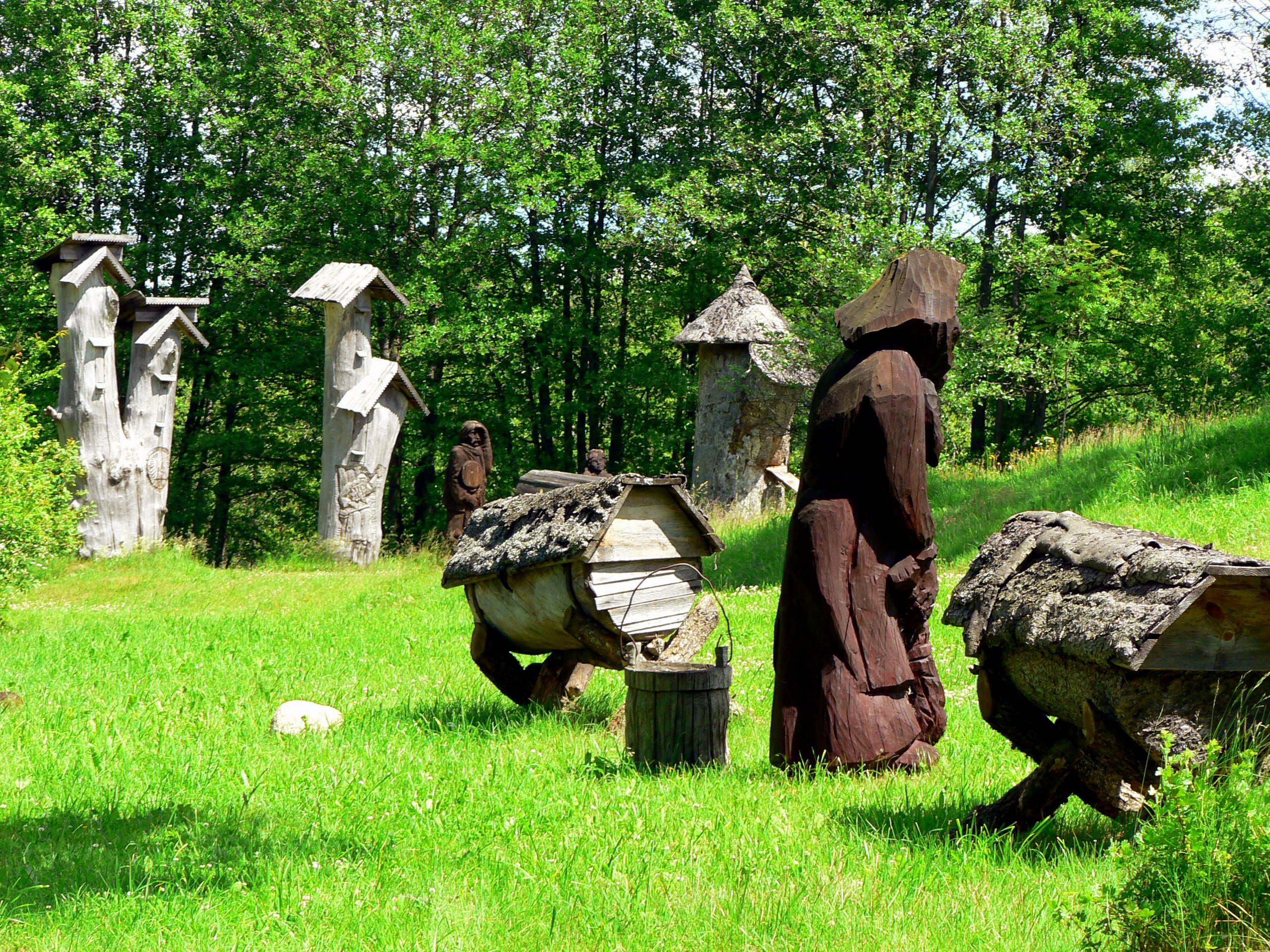
Biodlingsmuseum i Stripeikiai.

## Kulturlandskap
Aukštaitija nationalpark ligger i ett område som har bebotts av människor i åtmistone 2000 år, vilket har lämnat spår i landskapet. Ungefär 15% av parkens yta utgörs av jordbruksmark och bosättningar; byarna är 82 till antalet och har ett sammanlagt invånarantal på cirka 2000 personer. Några av byarna omnämns så tidigt som på 1300-talet och bland de kulturella sevärdheterna finns vattenkvarnar, en träkyrka från 1600-talet och ett biodlingsmuseum. Traditionella jordbruksmetoder används fortfarande i området.